# Sebastiano del Piombo

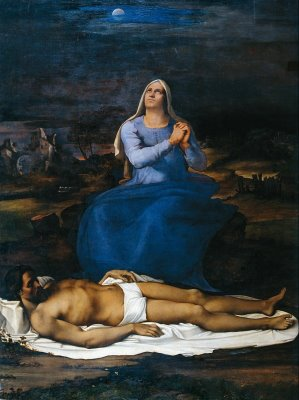
Piedad, óleo sobre tabla, 270 x 225 cm. Viterbo, Museo civico.

Sebastiano Luciani (Venecia, 1485-Roma, 21 de junio de 1547), más conocido como Sebastiano del Piombo, por haber ocupado a partir de 1531 el cargo de responsable de los sellos de plomo —piombo en italiano— de la Santa Sede, fue un pintor italiano, protegido por Miguel Ángel y uno de los más admirados e influyentes del Renacimiento.
Su obra representa una síntesis entre el colorido de la escuela veneciana y las figuras monumentales características de la pintura romana. Se distinguen tres momentos en su evolución: una etapa veneciana, donde el colorido de sus obras recuerda al de sus primeros maestros, los pintores Giovanni Bellini y Giorgione; un primer periodo romano, ciudad a la que llega en 1511 gracias al mecenazgo del banquero Agostino Chigi, en el que asimila el estilo de Rafael y de Miguel Ángel; y un segundo periodo romano, tras el Saco de Roma en 1527, en el que su pintura se vuelve más severa y esencial, en consonancia con el espíritu de la Reforma católica que se plasmará posteriormente en las directrices del Concilio de Trento.
Piombo trabajó para los hombres más poderosos de su tiempo —banqueros, nobles, embajadores, mercaderes, papas— e influyó poderosamente en otros grandes pintores manieristas —especialmente en Bronzino— y también en la pintura española de su tiempo. Destacó por sus retratos, pinturas mitológicas y religiosas. Muchos de sus cuadros se exponen en los museos más importantes del mundo.

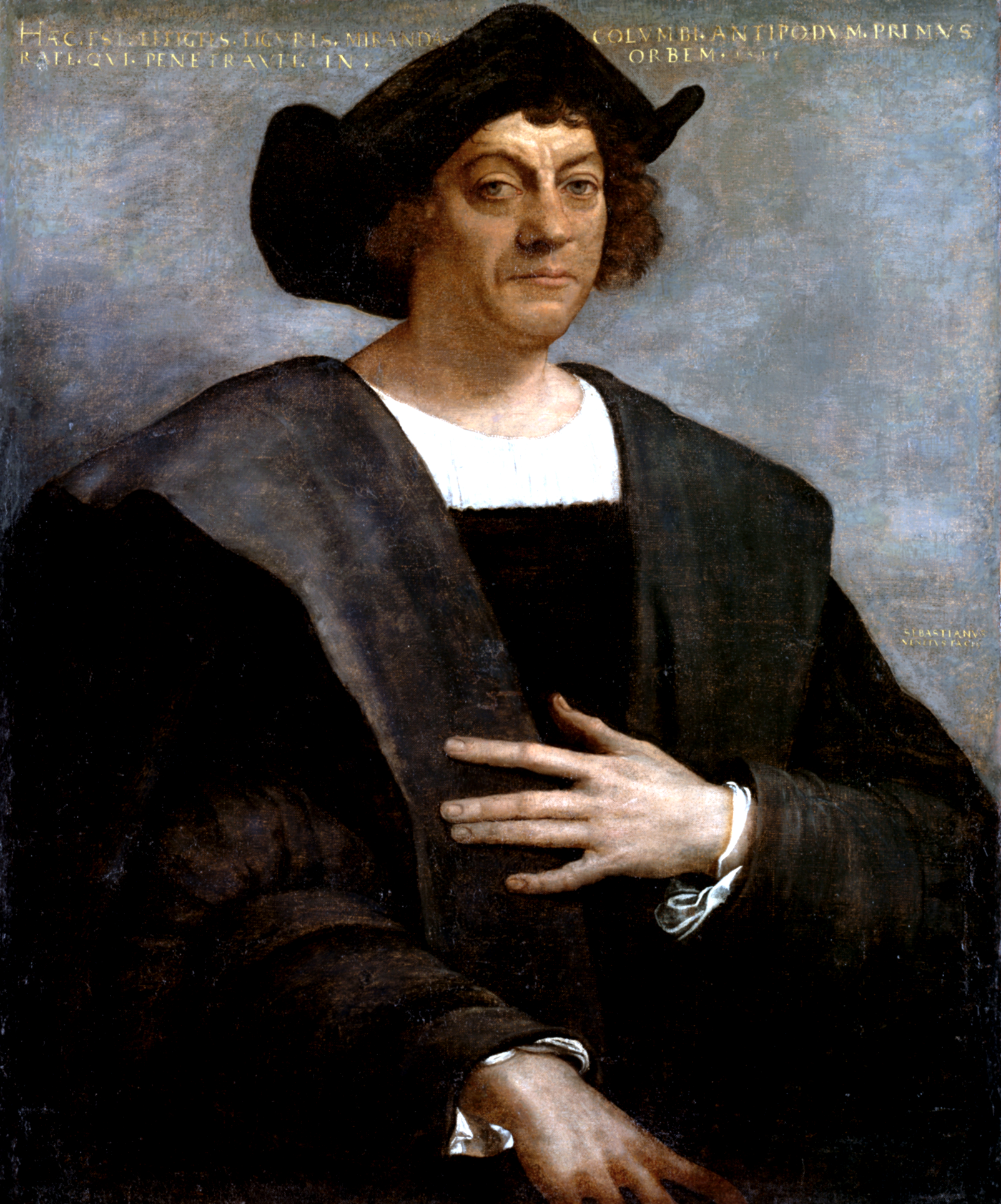
Retrato de hombre, se dice que es Cristóbal Colón, óleo sobre lienzo, 106,7 x 88,3 cm, Nueva York, Metropolitan Museum. En la zona superior hay un texto latino de autoría desconocida que asegura que este es un retrato del ligur Cristóbal Colón, el primero en alcanzar por mar las antípodas, y lo fecha en 1519.

## Biografía

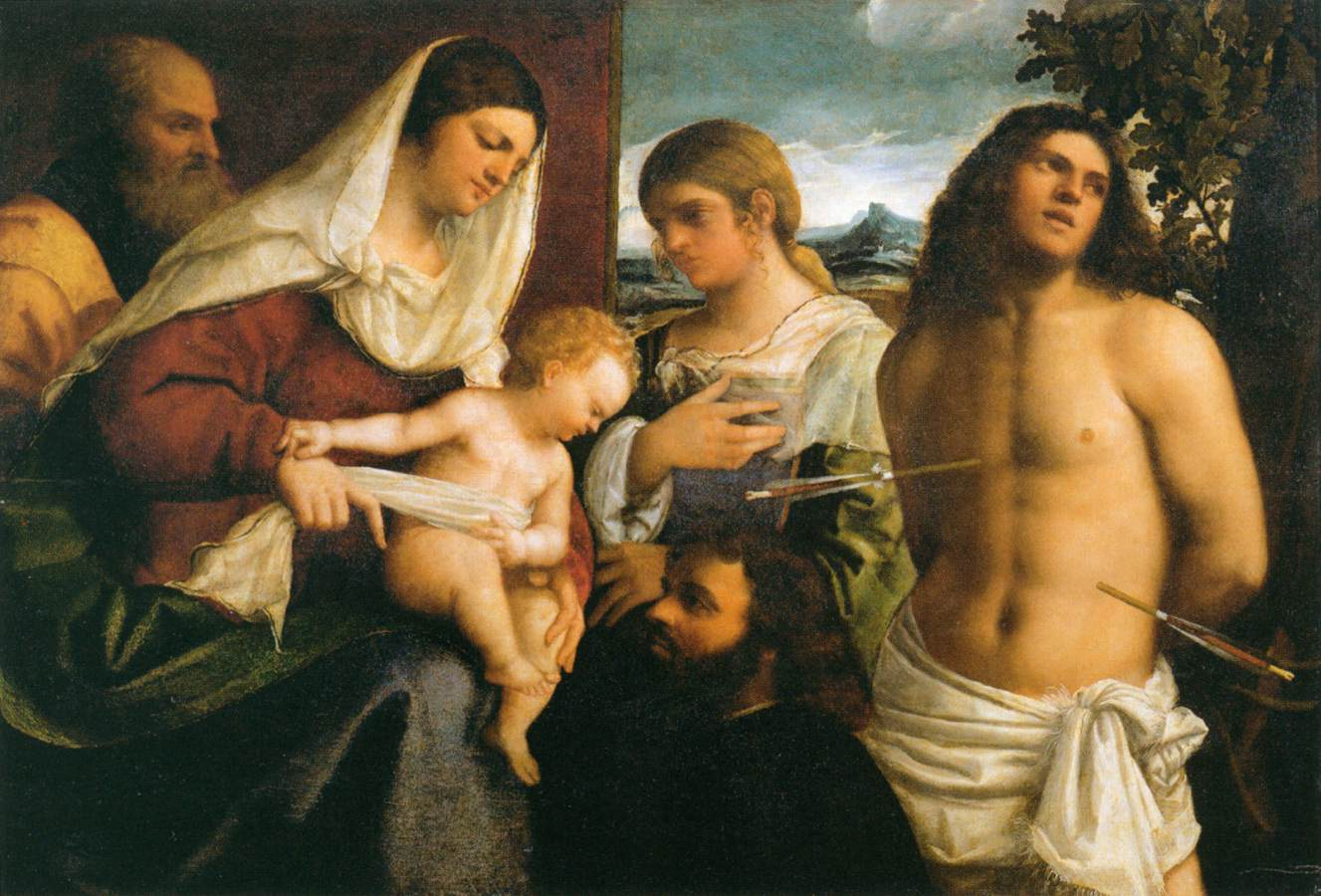
Sagrada Familia con Santa Catalina, San Sebastián y un donante, hacia 1507-1508, museo del Louvre. La obra se relaciona con su etapa veneciana y está influida por las composiciones de Bellini y el estilo de Giorgione.

### Venecia (1485-1511)

#### Inicios
Tal como relata su biógrafo Giorgio Vasari, Sebastiano nació en Venecia en 1485, hijo de Luciano Luciani. Según el propio Vasari, la primera vocación de Sebastiano fue la música (cantaba y tocaba el laúd), pero pronto sintió curiosidad por la pintura y entró en contacto con Giovanni Bellini, y después con Giorgione, quienes fueron sus maestros, especialmente este último.

#### Primeras obras
En el Retrato de dama joven del Museo de Bellas Artes de Budapest (hacia 1508), además de las influencias de Bellini y Giorgione, se observa ya la característica que distinguirá la obra de Sebastiano: la contraposición de elementos en la composición, que aquí se muestra en los movimientos opuestos del brazo y de la cabeza.
Entre 1508 y 1509 realizó los cuatro paneles del órgano de la iglesia de San Bartolomeo de Rialto (Venecia), encargados por Alvise Ricci, vicario del templo entre 1507 y 1509. En esta obra, la crítica ha subrayado la fusión de color y espacio de Giorgione y la exaltación de las formas poderosamente construidas, ya en sintonía con el primer clasicismo toscano-romano; por desgracia, los repintes posteriores y las restauraciones en clave «giorgionesca» han confundido y gastado los llamativos y fulgurantes colores característicos de Sebastiano.
En 1510 pintó la tabla Salomé (también conocida como La hija de Herodías), ahora en la National Gallery de Londres. En ella, de nuevo, se advierte la influencia de Giorgione y de Tiziano.

#### Altar de San Juan Crisóstomo

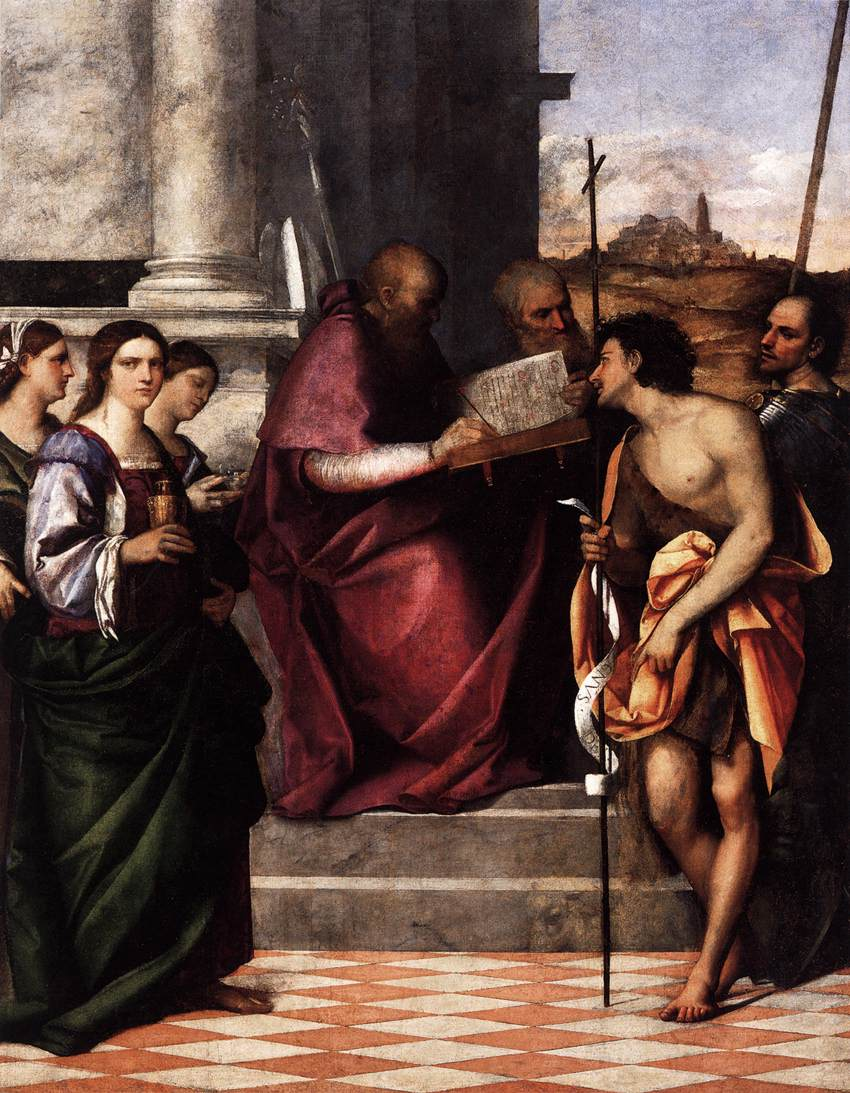
Sacra conversazione, ca 1511, Iglesia de San Juan Crisóstomo, Venecia.

Entre 1510 y 1511 realizó el Altar de San Juan Crisóstomo, encargado por Caterina Contarini Morosini en su testamento el 13 de abril de 1509 y realizado tras la muerte (1510) de su marido, Nicolò. Los personajes representados en Sacra conversazione son, de izquierda a derecha, Santa Catalina de Alejandría, María Magdalena, Santa Lucía, San Juan Crisóstomo, San Nicolás, Juan el Bautista y San Liberal. Giorgio Vasari atribuyó esta obra a Giorgione, pero en la segunda edición de la Vida de los mejores arquitectos, pintores y escultores italianos (1568) admitió la equivocación y restituyó su paternidad a Sebastiano. Los críticos posteriores, sin embargo, no siempre han estado de acuerdo, y algunos señalan que, por lo menos, el diseño del cuadro es de Giorgione; otros aseguran que la composición es totalmente extraña a Giorgione, nunca interesado en ligar las figuras en composiciones armónicas, en «masas articuladas, cerradas en su complejidad pero individualizadas en un movimiento potencial» como aquí se muestra en la relación contrastada entre los dos santos de la derecha, Juan el Bautista y Liberal. Tampoco parece propio de Giorgione esta recreación de un espacio unitario y grandioso, donde la naturaleza está completamente ausente. Además, la datación de los testamentos de los comitentes (en particular, los de Nicolò, datados entre el 4 y el 18 de mayo de 1510), excluyen la intervención de Giorgione, muerto en octubre de 1510, un plazo de tiempo demasiado corto para realizar la obra, dadas sus dimensiones y la lentitud con la que los albaceas solían adelantar el dinero para ejecutar estas mandas testamentarias.
A juicio de Lucco, las novedades que se aprecian en esta obra se encuentran en la composición: se evita la visión frontal característica de esta clase de altares y se presenta a las figuras serenas y relajadas, en un paisaje crepuscular: el titular, Crisóstomo, está representado despojado de sus atributos episcopales, y lee tranquilamente.

#### Los tres filósofos

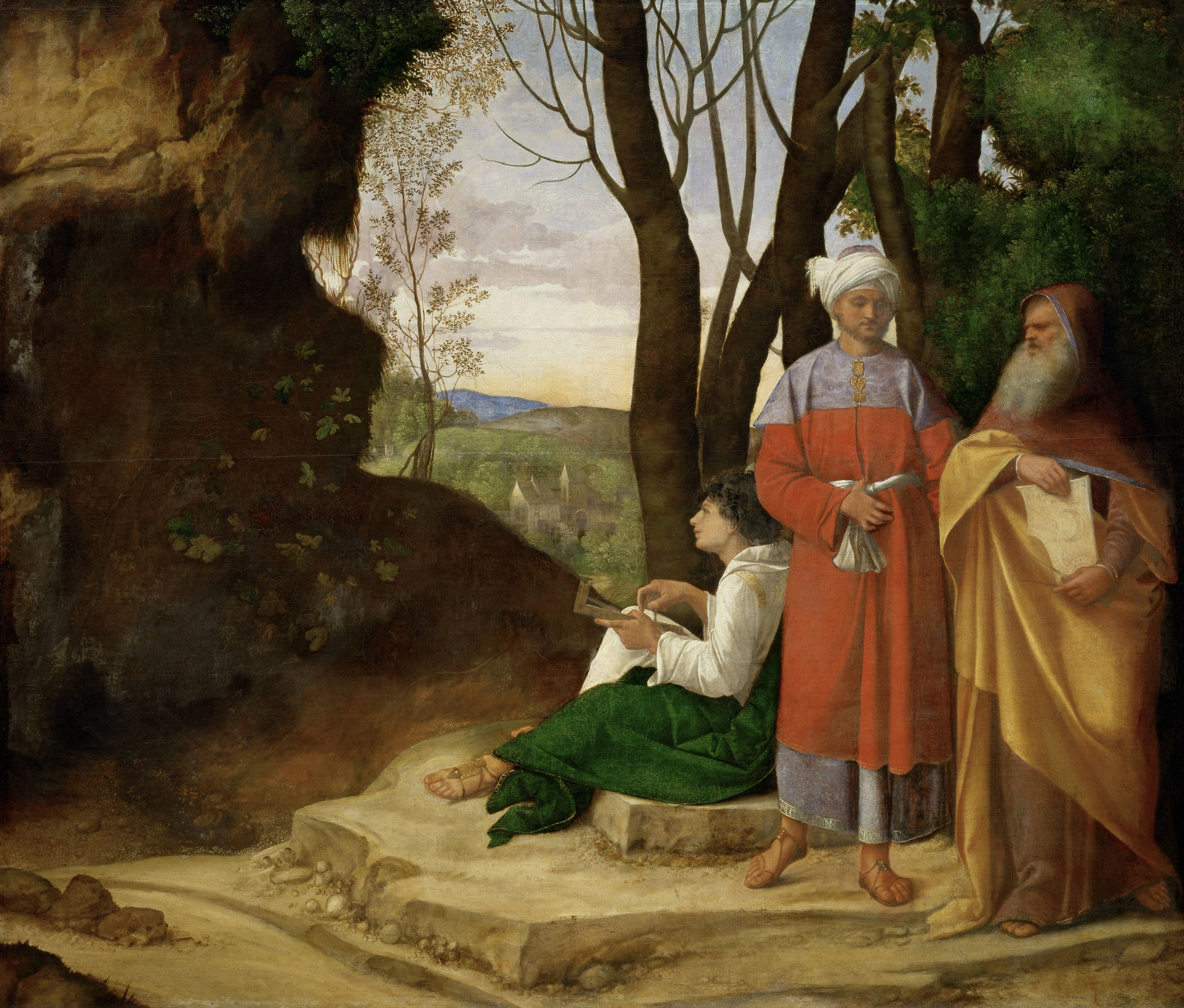
Los tres filósofos de Giorgione, concluida por Sebastiano del Piombo. Museo de Historia del Arte de Viena.

La última noticia de la actividad artística veneciana de Sebastiano está documentada por Marcantonio Michiel, que en 1525 anota haber visto en casa del patricio Taddeo Contarini una tela titulada  Los tres filósofos, comenzada por Giorgione, pero terminada («finita») por Sebastiano.

### Roma (primera época: 1511-1527)
En la primavera de 1511 su fama se había extendido tanto que el poderoso banquero Agostino Chigi le invitó a ir a Roma:

Complaciéndole [a Agostino Chigi] además de su pintura el que supiera tañer tan bien el laúd y fuera dulce y agradable en el conversar. No fue gran trabajo llevar a Sebastiano a Roma pues, sabiendo él cuánto esta patria común ha ayudado a los grandes ingenios, fue más que encantado.
Giorgio Vasari, Vidas de los mejores pintores, escultores y arquitectos, 1568

#### Frescosen la Villa de Agostino Chigi (actual Villa Farnesina)

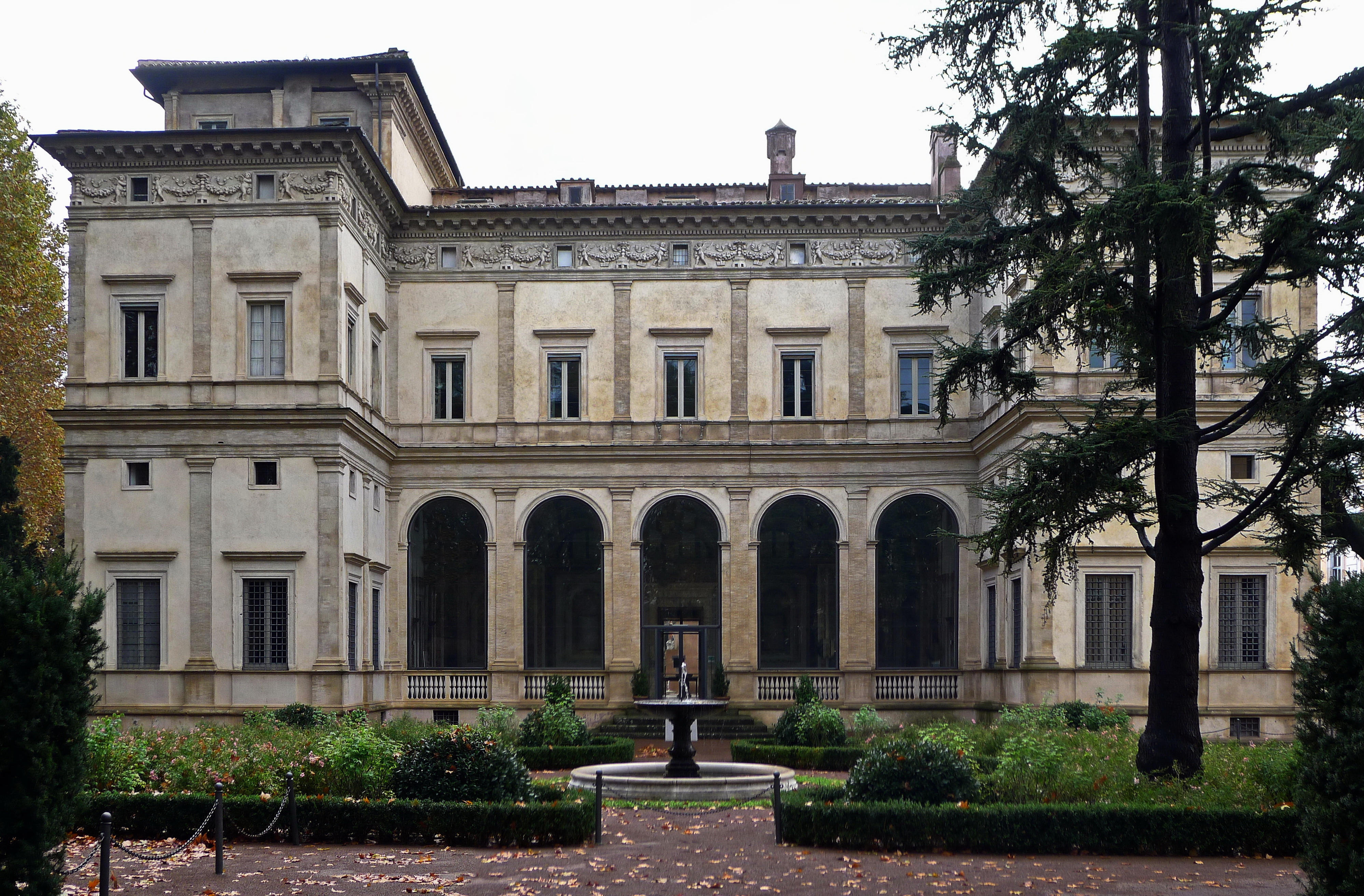
Palacio del banquero Chigi en el Trastevere romano, actualmente conocido como Villa Farnesina.

El primer encargo que recibió Sebastiano fue en agosto de 1511. Agostino Chigi le encomendó la pintura de varios lunetos de la bóveda de una de las salas —llamada la Loggia de Galatea— del palacio que el banquero tenía en el Trastevere, conocido hoy como Villa Farnesina por haber sido posteriormente comprada por el cardenal Alejandro Farnesio. En ellos reprodujo episodios mitológicos extraídos de los Fastos y, sobre todo, de Las Metamorfosis de Ovidio: Tereo persigue a Filomela y Procne; Aglauro y Herse; Dédalo e  Ícaro; Juno; Escila corta los cabellos a Niso; La caída de Faetón; Bóreas rapta a  Oritía; Céfiro y Flora; y, finalmente, una Cabeza gigantesca. Todas estas pinturas estaban terminadas con seguridad en enero de 1512; meses después añadió un Polifemo bajo el luneto de Dédalo e Ícaro. En esta Logia de Galatea también trabajaron Baldassarre Peruzzi y Rafael.
En 1512 pintó el retrato llamado Fornarina (Galería de los Uffizi) y el Retrato de Ferry Carondelet y su secretario del Museo Thyssen-Bornemisza de Madrid, en el que se advierte la influencia en la presentación de los personajes de Rafael, mientras que el paisaje dorado y las arquitecturas son plenamente venecianas. Otro tanto sucede con La muerte de Adonis (Florencia, Uffizi), de la misma fecha que los anteriores y que fue pintado por encargo de Agostini Chigi.

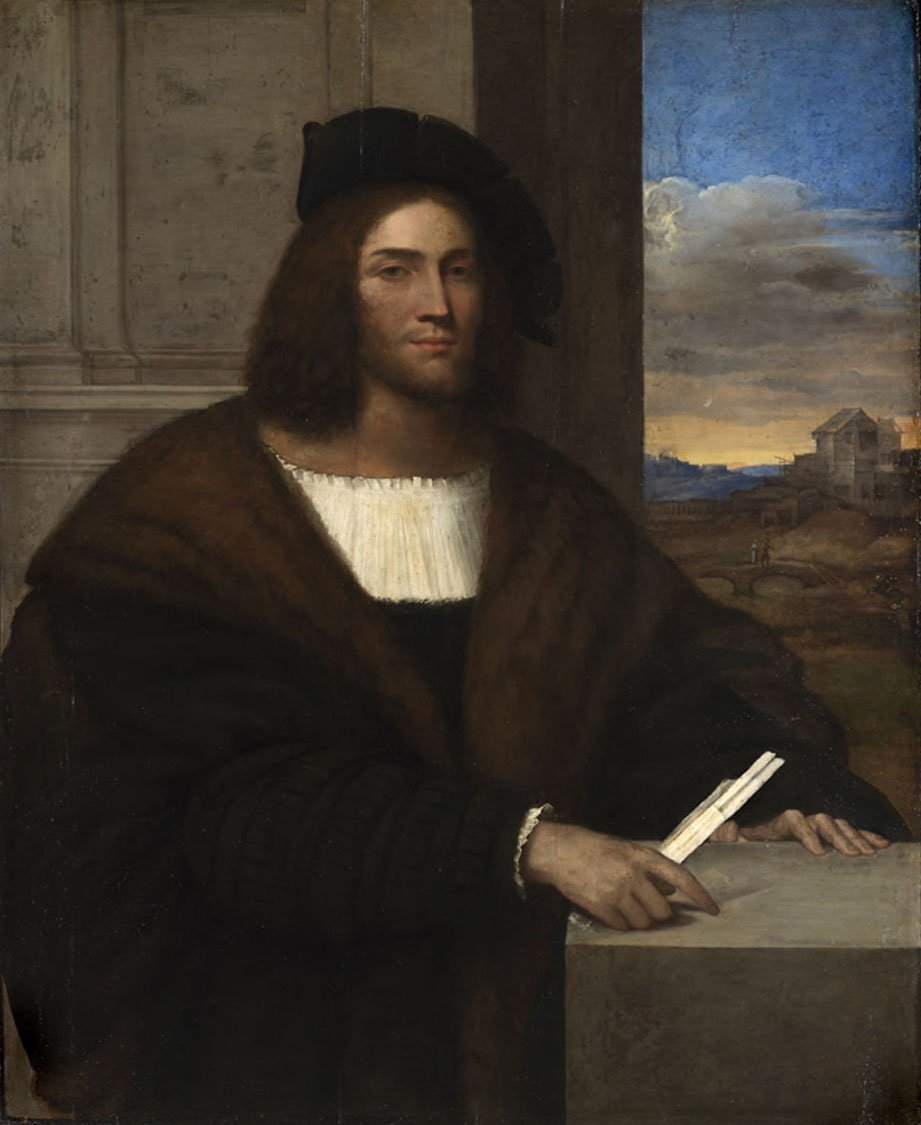
Retrato masculino, ca. 1515, Museo de Bellas Artes de Budapest.

El Retrato masculino (Museo de Bellas Artes de Budapest, hacia 1515) estuvo atribuido a Rafael y, por ello, fue adquirido en 1895 por el museo a cambio de una suma enorme. En él se advierte de nuevo el colorido propio de Sebastiano, su síntesis compositiva entre las escuelas pictóricas romana y veneciana y su tendencia a simplificar los detalles en los retratos.

#### Amistad con Miguel Ángel
Durante los años de rivalidad entre Rafael y Miguel Ángel, Vasari afirma que Sebastiano apreciaba la obra de ambos y Miguel Ángel se lo quiso ganar para su causa «porque mucho le gustaba su colorido y su gracia». Miguel Ángel tomará bajo su protección y tutela a Del Piombo e incluso le guiará en sus pinturas, proporcionándole los dibujos previos y la composición de las obras.

##### Piedadde Viterbo
Ambos colaboraron en la Piedad de la iglesia de San Francisco de Viterbo (colocada en el altar en 1516, hoy en el Museo Cívico de Viterbo). Según Vasari, fue pintada por Sebastiano sobre un dibujo de Miguel Ángel, del que se conserva algún esbozo preparatorio. Esta obra está considerada la obra maestra de Sebastiano: despojada, severa, casi arcaica, «la soledad sin esperanza que separa a la Madre petrificada del Hijo muerto, y ambos de un Dios Padre anulado por la audacísima idea [...] de prolongar el momento evangélico de las tinieblas sobre el mundo más allá de la muerte sobre la cruz» (Marco Rosci).

##### Tríptico para Vich y Valterra

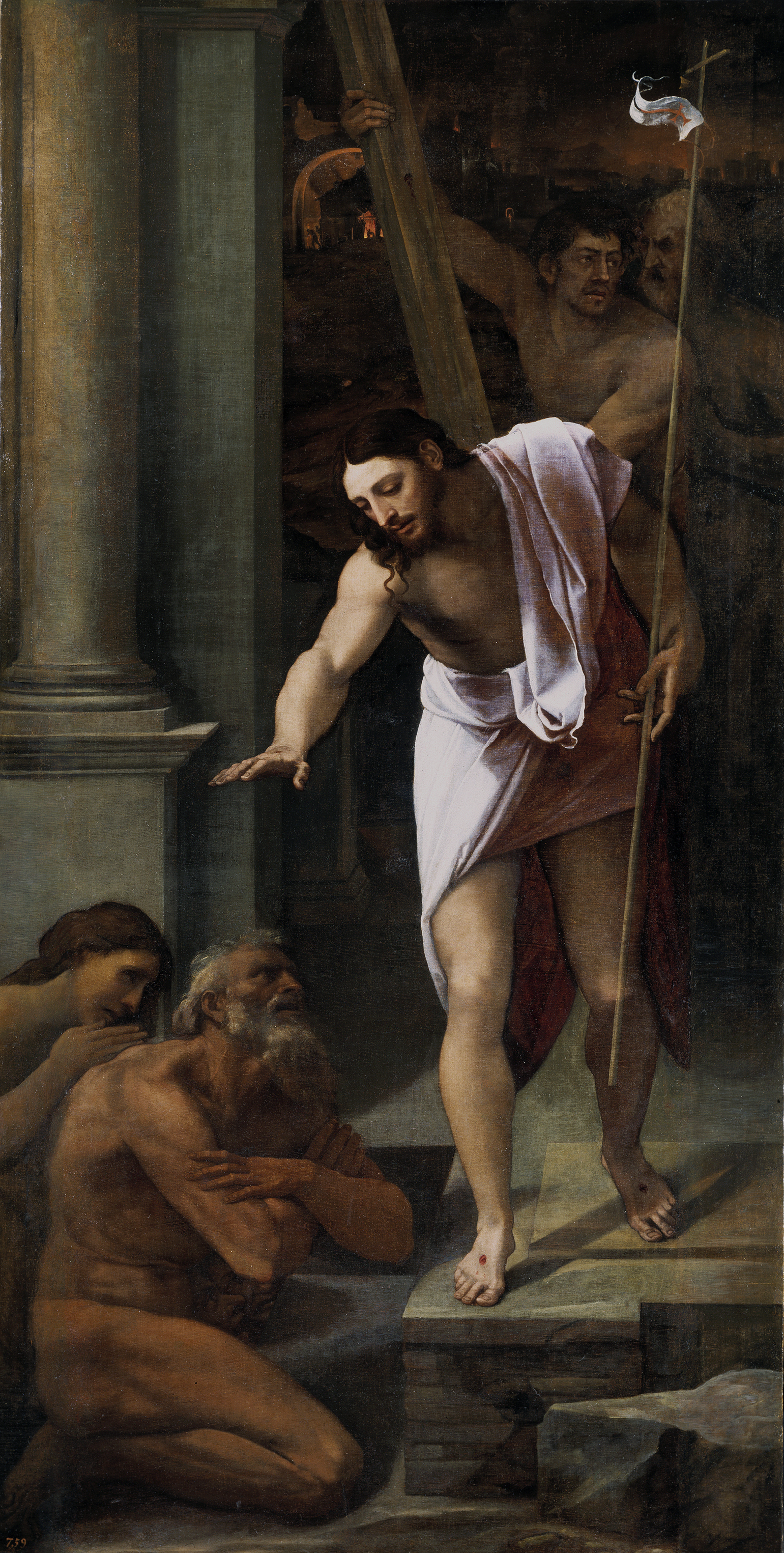
Descenso de Cristo al Limbo (Museo del Prado).

El embajador español en Roma, Jerónimo Vich y Valterra, le encargó un tríptico en 1516, hoy dividido. El panel central (Lamentación sobre el cadáver de Cristo) se conserva en el Museo del Hermitage de San Petersburgo; el lateral derecho (Aparición de Cristo a los Apóstoles) se da por desaparecido (se conserva una copia atribuida a Francisco Ribalta en Olomouc, República Checa); el lateral izquierdo (Descenso de Cristo al Limbo) se conserva en el Museo del Prado de Madrid. Esta obra pasó a pertenecer a la Corona española porque el bisnieto del embajador, Diego Vich, pagó con ella una deuda con el rey Felipe IV; Velázquez llevó la pintura al Monasterio de San Lorenzo de El Escorial. La obra permaneció en la sacristía del monasterio hasta su ingreso en 1839 en la colección del Museo del Prado. Este lienzo destaca por su uso de la luz y por el contraste de claroscuros, algo impropio de su tiempo que anuncia lo que será la estética caravaggiesca.

##### La Virgen con el niño, santos y un donante
En 1517 pintó  La Virgen con el niño, santos y un donante (hoy en la Galería Nacional de Londres). El donante representado en la obra quizá sea el mercader Pierfrancesco Borgherini, amigo de Del Piombo y de Miguel Ángel. De este último hay influencia en el colorido y las formas esculturales de las figuras y se especula que pudo hacer el dibujo preparatorio de la obra. En la composición destaca el inusual gesto de la Virgen, que extiende el brazo derecho para tocar afectuosamente al donante.

#### Competición con Rafael: laResurrección de Lázaro

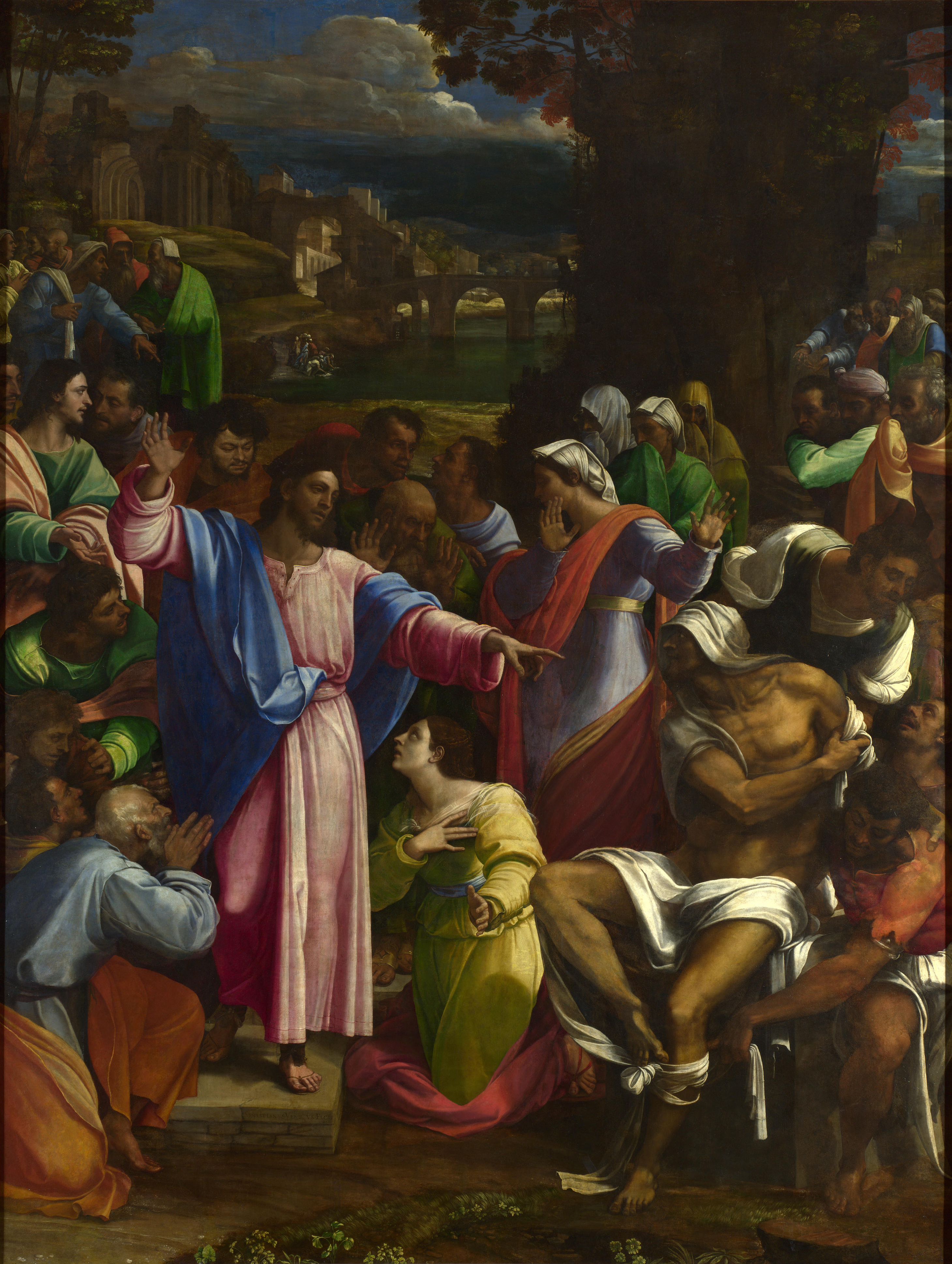
La resurrección de Lázaro, 1517–1519, National Gallery, Londres.

El estilo de Sebastiano y su reputación le convirtieron en un serio competidor de Rafael y en su alternativa, lo que quedó en evidencia cuando el cardenal Julio de Médicis les encargó a finales de 1516 sendas pinturas destinadas al altar de su sede episcopal de Narbona: Rafael pintará la Trasfiguración y Sebastiano La resurrección de Lázaro (terminada en 1519, hoy en la National Gallery de Londres).
La correspondencia entre Leonardo Sellajo y Miguel Ángel nos informa de algunos detalles de la competición: así, de la gran inquietud que sentía Rafael y sus intentos, según Buonarroti, para evitar que Sebastiano concluya su obra, pues temía la comparación. En septiembre, Miguel Ángel escribe que Sebastiano «hace milagros, de modo que desde ahora se puede decir que ha ganado». El autor de La Escuela de Atenas no había comenzado siquiera su tabla y en julio de 1518 Sebastiano escribe a Miguel Ángel que ha ralentizado su trabajo pues «no quiero que Rafael vea la mía sino hasta que él tenga preparada la suya». Concluida en mayo de 1519, la obra fue expuesta en el palacio del Vaticano por primera vez en diciembre «con grandes elogios de todos y del Papa» y por segunda el 12 de abril de 1520, junto a la incompleta Transfiguración de Rafael, quien había muerto seis días antes.
A propósito de la Resurrección de Lázaro escribe Vasari: «fue pintada con diligencia grandísima, bajo orden y dibujo en algunas partes de Miguel Ángel». La composición se desarrolla en dos flujos de figuras dispuestas en diagonal y se abre sobre un paisaje que, si bien alude a una Roma de fantasía, también recuerda (con mayor aspereza) a los paisajes giorgionescos. Algunas figuras monumentales recuerdan a Buonarroti, mientras que la alternancia de colores fríos y cálidos y el sentido atmosférico, que da severidad a la escena, son esencialmente de Sebastiano.
Tras la muerte de Rafael, Sebastiano tratará de que se le encomiende la decoración de la Sala de los Pontífices en el Palacio Apostólico Vaticano, pero no lo obtendrá. Aceptó el encargo de completar la decoración de la capilla Chigi en Santa Maria del Popolo e inició en 1532 la Natividad de la Virgen del altar, pero no llegó a terminarla. Los herederos de Agostino Chigi encomendaron a Francesco Salviati su conclusión y la del resto de la decoración de la capilla.
En diciembre de 1520, Sebastiano tuvo un hijo al que llamó Luciano y del cual Miguel Ángel fue el padrino.

#### Capilla Borgherini en San Pietro in Montorio de Roma

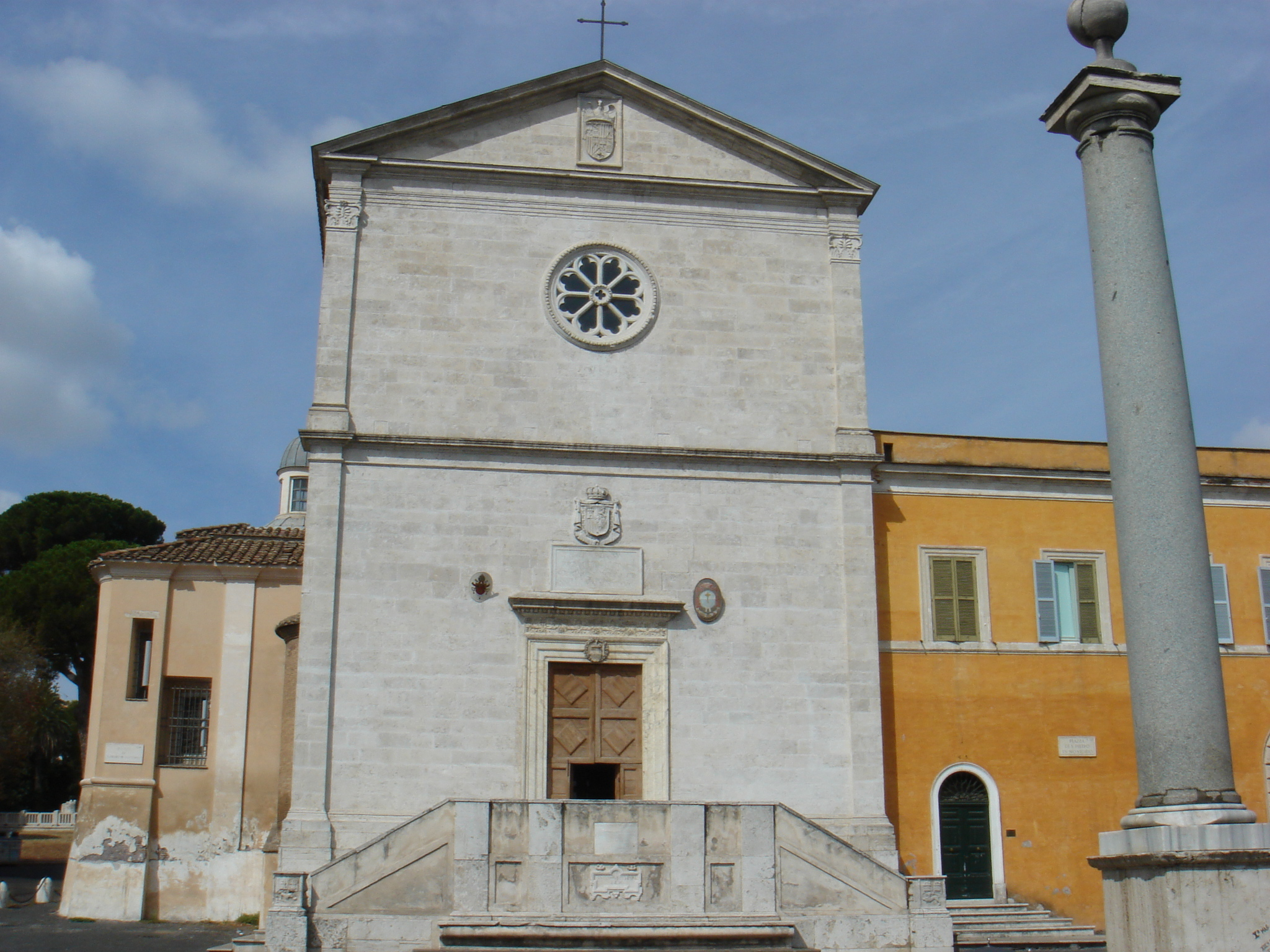
San Pietro in Montorio.

El mercader Pierfrancesco Borgherini admiraba la Piedad pintada por Sebastiano en Viterbo y le encargó al pintor decorar su capilla en la iglesia de San Pietro in Montorio de Roma. El 6 de septiembre de 1521 Sebastiano comunicó a Miguel Ángel su intención de pintar al óleo el muro y le solicita ayuda: este le envió el dibujo de Cristo en la columna que Sebastiano pintará finalmente en 1524 (el pequeño dibujo de Miguel Ángel se conserva hoy en el Museo Británico).
En marzo de 1524 la decoración de la toda la capilla Borgherini estaba terminada. Vasari alaba en sus Vidas la gran calidad técnica de la pintura y el cuidado con el que trabajó Sebastiano.

#### Otras obras romanas (1520-1527)

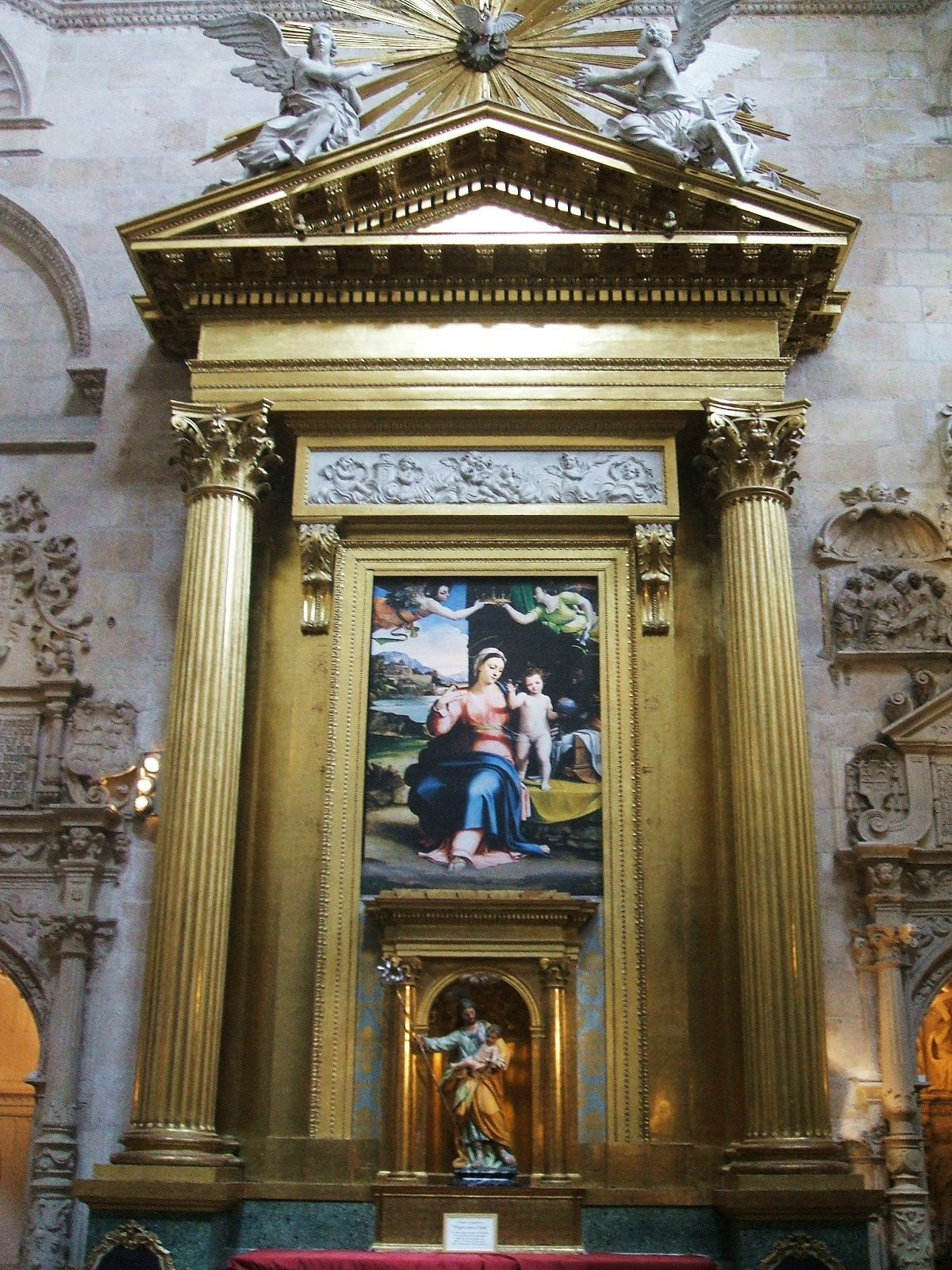
Capilla de la Presentación de la Catedral de Burgos: retablo neoclásico construido expresamente para mostrar la Sagrada Familia de Sebastiano del Piombo.

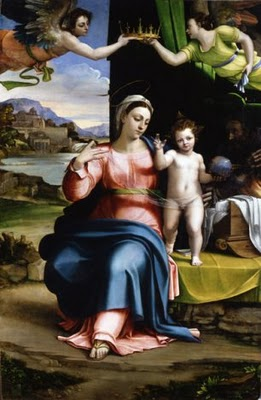
Sagrada Familia de Del Piombo (Burgos).

De 1520 data su notable Martirio de Santa Ágata (Palazzo Pitti, Florencia) y, quizás, la Sagrada Familia  de la Catedral de Burgos (lienzo comprado en Roma por el canónigo Gonzalo Díaz de Lerma para instalarlo en su capilla funeraria, hoy llamada de la Presentación) donde muestra la asimilación del estilo monumental de Miguel Ángel y la dulzura del de Rafael. En 1521 concluyó la Visitación (hoy en el Louvre). El 19 de noviembre de 1523 su protector Julio de Médicis fue elegido papa, adoptando el nombre de Clemente VII.
En 1525 completó la Flagelación de Cristo de Viterbo y el  Retrato de Anton Francesco degli Albizzi (Museo de Bellas Artes, Houston). En 1526 están fechados varios retratos: el del propio papa Clemente VII o el del comandante de la flota pontificia, Andrea Doria, quien es representado con los atributos del almirantazgo en un retrato oficial, de Estado. Este es uno de los primeros ejemplos, ya que hasta entonces se estilaban más los retratos alegóricos (al propio Doria Bronzino le representó desnudo, caracterizado como Neptuno). El retrato de Doria se conserva en el Palazzo del Príncipe de Génova.
También en 1526 pintó el retrato de Pietro Aretino, muy alabado este último por Vasari, quien destacó la semejanza con el modelo, su gran calidad pictórica y el virtuosismo con el que Sebastiano lo pintó:

Está tan bien hecho que, además de asemejársele, es una pintura estupendísima para advertir la diferencia de cinco o seis clases de negros que él ha incluido: terciopelo, raso, seda, damasco y paño, y una barba negrísima sobre aquellos negros, enfilada tan bien que no puede ser mejor al vivo y natural [...]. Micer Pietro donó esta pintura a su patria, y sus ciudadanos la han colocado en la sala pública de su Consejo, dando así honor a la memoria de su ilustre ciudadano y recibiendo de él no menos.
Giorgio Vasari, Vidas..., 1568

#### Saco de Roma
Durante el Saco de Roma Sebastiano se refugió primero en el Castillo de Sant'Angelo; después se ha documentado su presencia en Orvieto (marzo de 1528) y en junio en Venecia, donde el 11 de agosto dota a su hermana Adriana y después es testigo en la boda del pintor Vincenzo Catena. Volverá a Roma a finales de febrero de 1529: su  Cristo con la cruz a cuestas (Museo del Prado, Madrid) fue pintado a finales de ese año. Es una composición frontal, desnuda, con grandes zonas de sombra, en sintonía con el nuevo clima espiritual posterior al Saco de Roma, que caracterizará a la pintura sacra de la época del Concilio de Trento. La obra pasó a las colecciones reales españolas y se colocó en el Monasterio de San Lorenzo de El Escorial, donde fue tan apreciada que, informa fray José de Sigüenza, se colocó el original en el coro, sobre la silla del prior, con una intención aleccionadora:

Esta vn Iesu Christo con la Cruz a cuestas, tan viuo y para quebrar el coraçon, que no se puede mirar sin lagrimas. Es esta pintura de mano de Sebastian del Piombo, gran compañero y seguidor del Bonaroto, y por ser pieça de tanta estima se puso en lugar tan insigne y tan a proposito, y no sin consideración, para que los Prelados entiendan que aquella silla no tiene menor censo ni menor carga que la imitación de aquel Señor, principe de los pastores, que lleuo sobre sus ombros la Cruz donde se pagaron los daños que hizieron y haran todas sus ouejas.
Fray José de Sigüenza: Tercera parte de la Historia de la orden de San Jerónimo (1605)

De esta obra se mandaron pintar dos copias más que se colgaron en la sacristía y el zaguán, de las que también da noticia Fray Francisco de Santos.

### Roma (2ª época: 1529-1547)

#### «Fra' del Piombo»
El 24 de febrero de 1531 Sebastiano escribió a Miguel Ángel una carta en la que muestra el abatimiento de su ánimo tras los sucesos del Saco de Roma. Ese mismo año recibió el cargo de piombatore pontificio (esto es, el responsable de guardar los sellos de plomo -piombo en italiano, de ahí su sobrenombre a partir de entonces- con los que se marcaban las bulas y las cartas apostólicas). Este oficio conllevaba la obligación de vestir hábito: «Si me vieses de fraile» —le escribe a Miguel Ángel— «estoy seguro de que te reirías. Yo soy el más bello frailazo de Roma, cosa que jamás habría imaginado».

#### Enemistad con Miguel Ángel. Últimas obras
En 1534 se rompió la amistad entre Sebastiano y Miguel Ángel.

Fue a pintar la fachada de la capilla del Papa, donde hoy está el Juicio de Buonarroto, y hubo entre ellos cierta tensión, pues Sebastiano había persuadido al Papa para que le hiciese pintar a Miguel Ángel al óleo allí donde él no quería hacerlo sino al fresco. No diciendo entonces Miguel Ángel ni sí ni no y disimulando ante fray Sebastiano, estuvo así Miguel Ángel algunos meses, sin poner manos a la obra; pero siendo solicitado, finalmente dijo que no quería hacerla sino al fresco, y que el color del óleo era un arte de mujer y de personas cómodas y perezosas, como fray Bastiano; y así se echó a tierra el mortero aplicado por orden del fray, y lo dispuso todo de modo que pudiera trabajar al fresco y Miguel Ángel se puso manos a la obra, pero sin olvidar la injuria que había recibido de fray Sebastiano, al cual odió hasta casi su muerte.
Vasari, Vidas..., 1568

Normalmente se atribuye a Del Piombo el Retrato del cardenal Reginald Pole, aunque algunos historiadores importantes consideran que esta obra pertenece a Perin del Vaga por el carácter intelectual y rafaelesco de la pintura.
Durante esta etapa en Roma Sebastiano acentúa el aspecto escultórico de sus figuras (al modo miguelangelesco) pero siguió mostrando la influencia de Rafael, especialmente en las figuras de la Virgen, como en la Virgen del velo (Museo de Capodimonte, Nápoles), pintada para el papa Paulo III y considerada una de las obras maestras del autor.
En 1539 terminó la ahora llamada Piedad de Úbeda, encargada por Ferrante Gonzaga (virrey de Sicilia) en 1533 para regalársela a Francisco de los Cobos, secretario de Estado del rey Carlos I de España. La obra llegó a España en 1540 y estaba destinada al templo funerario de De los Cobos que, dedicado al Salvador, se construía en Úbeda. Las obras de este templo se prolongaron hasta 1559. Durante ese tiempo, la obra fue estudiada y muy imitada por los pintores y los escultores españoles. Se conservó por largo tiempo en Sevilla, en la Casa de Pilatos, hasta que fue cedida en depósito al Museo del Prado de Madrid.

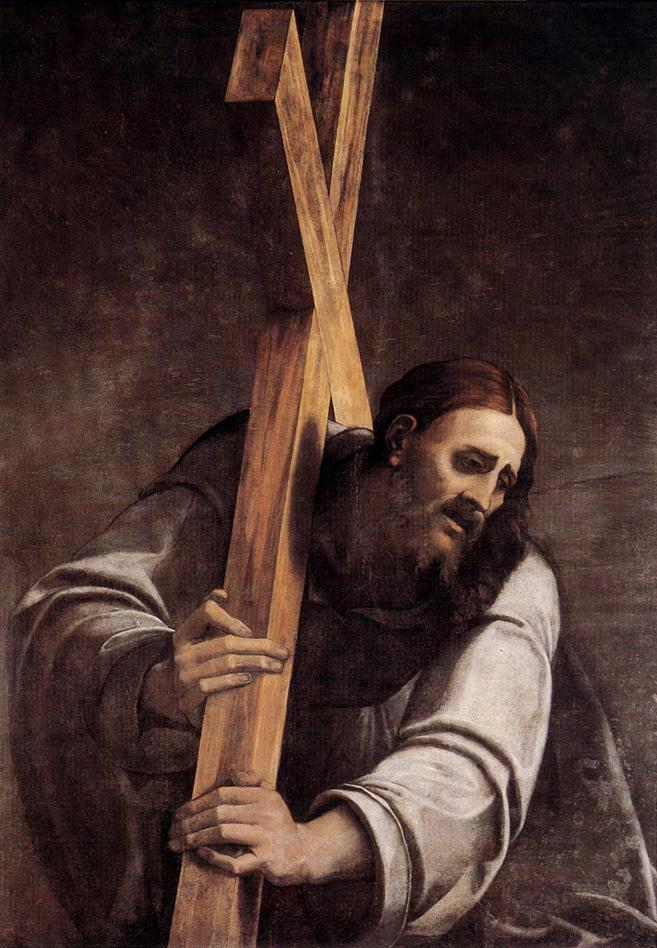
Cristo con la cruz a cuestas de Sebastiano del Piombo, ca. 1540, Szépmuvészeti Museum, Budapest.

En torno a 1540 pintó el Cristo con la cruz a cuestas de Budapest. La figura está representada con la mayor esencialidad (falta, por ejemplo, la corona de espinas), como intentando representar el dolor por sí mismo, universal: Cristo, todo uno con la cruz, emerge violentamente de un espacio vacío y amplificado, extendiendo los dedos nerviosos delante del espectador. Para Federico Zeri, muestra «un sentido de gravedad seca y dolorosa, un concentrarse sobre el tema sacro con intenciones inequívocamente meditativas, que contrasta grandemente de la libre idealización de sus pinturas juveniles».
Durante sus últimos años, debido a sus responsabilidades en la Cancillería romana, apenas pintó o, al menos, no se conservan noticias ciertas sobre su producción pictórica (Vasari afirma que se había acomodado tanto que cuando tenía que trabajar «le dolía el ánimo infinitamente»).
Sebastiano del Piombo murió en Roma el 21 de junio de 1547. Fue enterrado en la Basílica de Santa María del Popolo, en cuyas cercanías había vivido sus últimos años.

## Influencia en otros pintores
Su influencia fue muy grande sobre la pintura manierista romana y florentina (en Florencia será Bronzino quien mejor asimile el estilo de Del Piombo, especialmente en sus retratos).
La obra de Sebastiano del Piombo también era conocida y admirada en España e influyó en los pintores del área valenciana, sobre todo en Vicente Macip y Juan de Juanes.

## La fortuna crítica
Sus contemporáneos no tuvieron dudas sobre la grandeza de Del Piombo, salvo Dolce, biógrafo de Tiziano, que lo consideraba inferior a este. Fue alabado por Ariosto («Bastiano [...] honra a [...] Venecia»), por Michiel, por Aretino («Sebastiano, pintor maravilloso»), por Biondo y, finalmente, por Vasari, quien consideraba a Del Piombo a la altura de Rafael y Tiziano y, tras la muerte del primero, el mejor pintor de Roma (por supuesto, por detrás de Miguel Ángel, que según su criterio era un artista incomparable con ningún otro e inalcanzable).

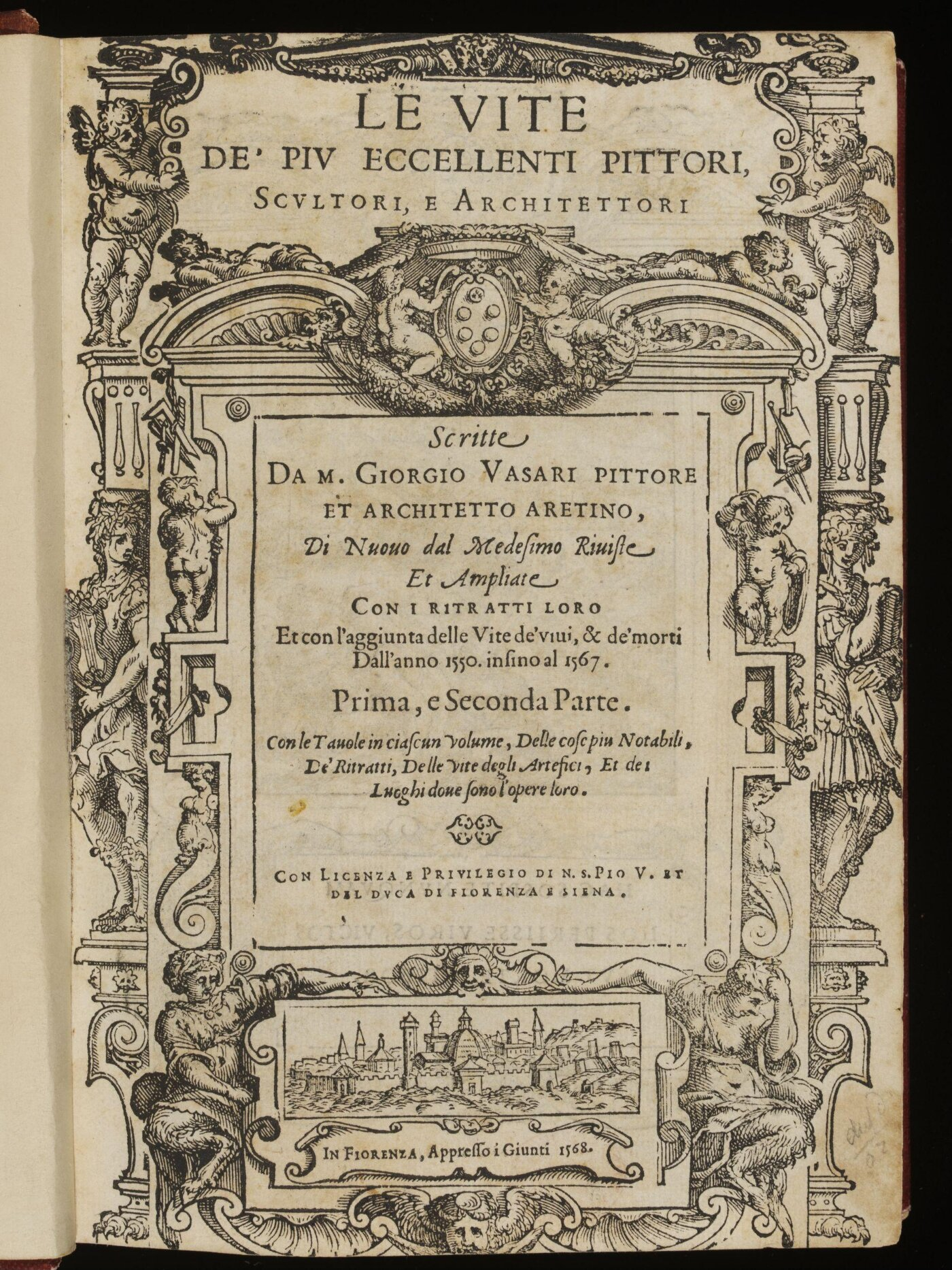
Portada de la edición de 1568 de las Vidas de los mejores pintores, escultores y arquitectos de Giorgio Vasari.

En el siglo XVII no se escribió nada significativo sobre Del Piombo. En el XVIII, Zanetti trató sobre los orígenes de Sebastiano: «No hubo nadie, después de Tiziano, que se acercase más al colorido y a la fuerza del carácter giorgionesco, cuanto este pintor que [...], conservando la debida medida, llegó a pintar muy gustosamente, con fuerza y relieve, sobre los verdaderos caminos de Giorgione, de donde le viene mucho honor. Y no en Venecia tan sólo, también en Roma, donde portó aquel nuevo y bello modo de colorear».
En el siglo XIX la historiografía se profesionaliza. Los críticos le consideran un ecléctico y distinguen dos etapas en su obra: la veneciana (giorgionesca) y la romana (rafaelesca y miguelangelesca): «Educado en la Escuela Veneciana, podo después de su llegada a Roma fue gradualmente perdiendo su originalidad, imitando casi servilmente a Buonarroti y a Sanzio. Su máxima: dibujo de Miguel Ángel y color de Tiziano fue transportada a Venecia y llegó a ser casi un refrán vulgar, véase puesto sobre la puerta de Tintoretto».
En el siglo XX se renueva el interés por la obra de Del Piombo y por su personalidad. Fiocco refuta que se trate de un ecléctico que imitara distintos estilos de manera híbrida o carente de sinceridad: «supo ser genial y eminentemente evolutivo. En eclecticismo no era entonces una formulación retórica. Pasar del estilo cálido y pastoso veneciano al dibujo preciso florentino, atenuar lentamente las luminosidades de las tintas para cerrarlas con el único recurso del claroscuro [...], con cierto flamear de colores, eso no es propio de un pintor carente de energía ni de dotes originales».
Para Pallucchini, a Del Piombo le faltó fantasía inventiva: «Sentía la imperiosa exigencia de apoyarse en visiones ya concretadas por otros artistas, filtrándolas a través del tamiz de una sensibilidad crítica [...] Naturalmente, el punto de llegada está muy lejos y es muy diferente del de salida».
Zeri y Argan, por fin, individualizan en Del Piombo al personaje que, sirviendo de puente entre Rafael y Miguel Ángel, orienta el arte hacia los ideales religiosos de la Contrarreforma.

## Exposiciones
En 2008 se organizó por primera vez una exposición monográfica sobre Del Piombo que sirvió para reivindicar su importancia en la Historia del Arte, reunir buena parte de su obra (se expusieron 80, entre pinturas y dibujos) y actualizar los estudios científicos. Tuvo lugar en el Palazzo Venezia de Roma entre el 8 de febrero y el 18 de mayo de 2008, el comisario fue Claudio Strinati y se encargó la decoración de las salas a Luca Ronconi y Margherita Palli.
Una segunda exposición monográfica tuvo lugar en el Staatliche Museen de Berlín entre el 28 de junio y el 28 de septiembre de 2008.
En 2017 la Galería Nacional de Londres inauguró la exposición Michelangelo & Sebastiano que se centraba en la amistad y la relación entre Miguel Ángel y Del Piombo. Entre las obras expuestas, se criticó la presencia de un supuesto Retrato de Miguel Ángel que se atribuía a Sebastiano del Piombo y que, según el historiador Charles Hope, es una falsificación pintada en el siglo XX. Hope también aseguró que la escultura de Cristo resucitado presente en la muestra (atribuida a Miguel Ángel y sus colaboradores) no presenta rasgos atribuibles a Miguel Ángel.